# 卡斯泰拉卢
卡斯泰拉卢（法語：Castéra-Lou，法語發音：[kasteʁa lu]）是法国上比利牛斯省的一个市镇，属于塔布区。

## 地理
卡斯泰拉卢（43°19'22"N, 0°8'45"E）面积4.82 平方千米，位于法国奧克西塔尼大區上比利牛斯省，该省份为法国西南部内陆省份，北至热尔省，西接大西洋比利牛斯省，南与西班牙接壤，东临上加龙省。
与卡斯泰拉卢接壤的市镇（或旧市镇、城区）包括：莱斯屈里、布伊-佩勒伊、杜尔斯、佩兰、索雷阿克。

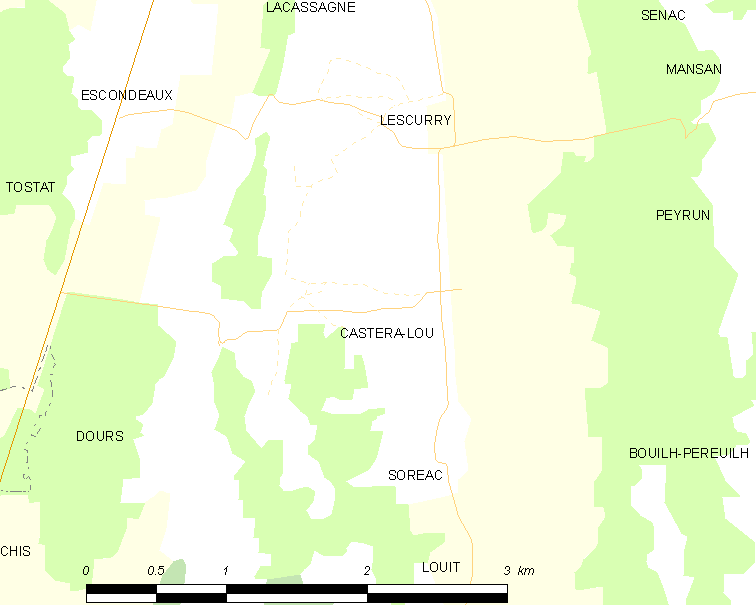
卡斯泰拉卢的OSM定位图

卡斯泰拉卢的时区为UTC+01:00、UTC+02:00（夏令时）。

## 行政
卡斯泰拉卢的邮政编码为65350，INSEE市镇编码为65133。

## 政治
卡斯泰拉卢所属的省级选区为山丘县。

## 人口

1962-2008年间卡斯泰拉卢人口变化图示

卡斯泰拉卢于2022年1月1日时的人口数量为225人。